# Tony Rei

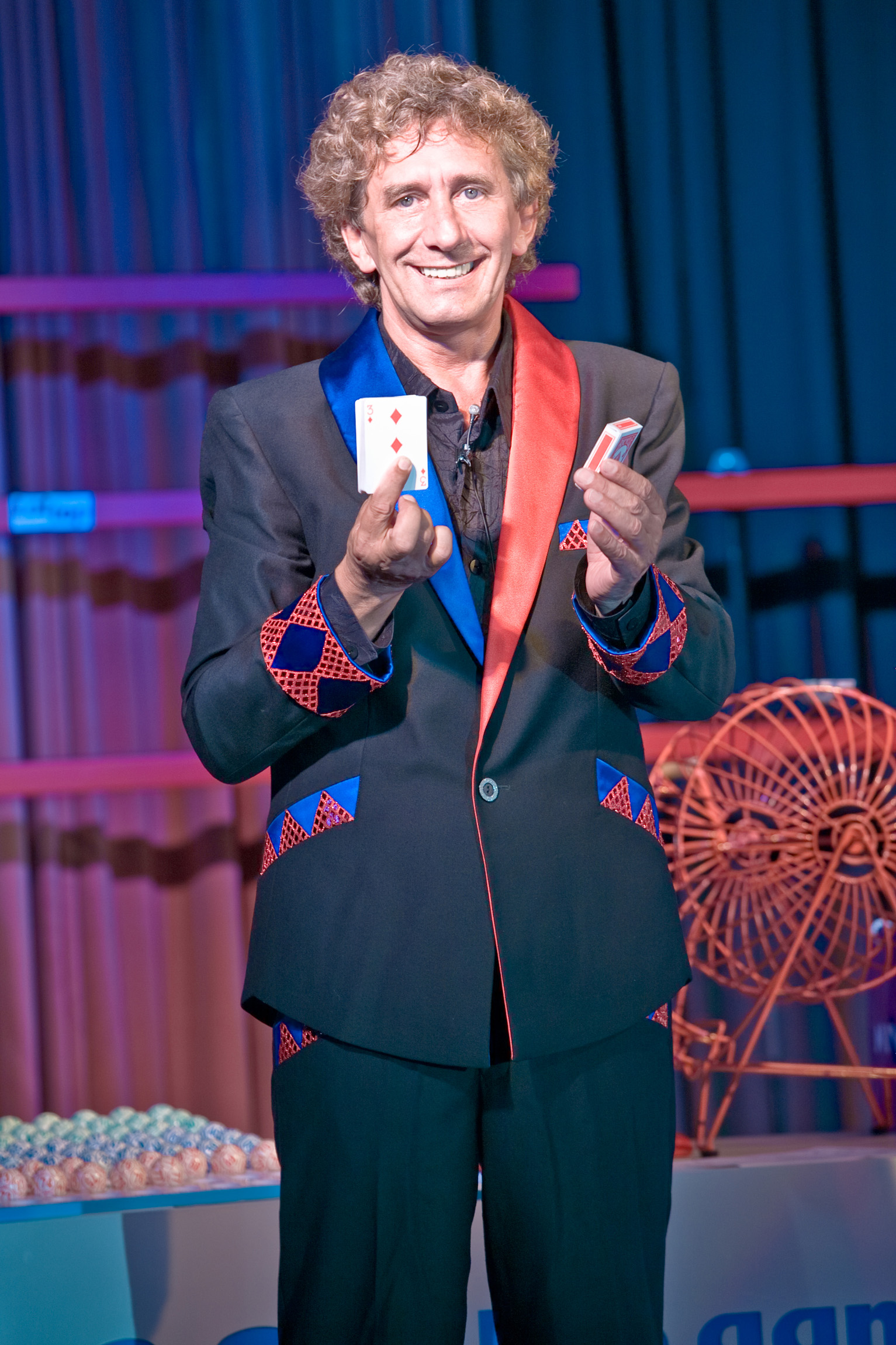
Zauberkünstler Tony Rei

Tony Rei, bürgerlich Anton Heinrich Reisner, (* 23. Oktober 1957 in Schwarzenbach, Niederösterreich) ist ein österreichischer Zauberkünstler und Illusionist.

## Leben
Rei zaubert seit seinem 15. Lebensjahr, er war unter anderem Schüler von Fritz Lisetti und Bobby Lugano. Bereits mit 17 Jahren war er Mitgründer des Zauberclubs I.B.M.-Ring Austria, einer örtlichen Vertretung der International Brotherhood of Magicians. Sein erster großer Bühnenauftritt war 1976 in der Wiener Hofburg. 1977 rief er den „Ball der Magier“ in Wien ins Leben und exportierte ihn 2002 nach Monaco. Von 1979 bis 1983 organisierte er die Bühne „Magie und Illusionen“ am Wiener Stadtfest. Im Rahmen des Magierballs verlieh er Siegfried und Roy im Mai 1986 das „Goldene Verdienstzeichen der Magie“. Seine Karriere wurde im November 1987 durch einen Autounfall für mehrere Jahre unterbrochen. 1991 wurde Tony Rei zum Vice President der International Brotherhood of Magicians gewählt. Als Schauspieler und Präsentator trat Rei bei den Winnetou-Festspielen in Staatz, in der Volksoper Wien, im Theater in der Josefstadt, bei den Bregenzer Festspielen sowie in zahlreichen Fernsehsendungen auf.
Tony Rei ist Obmann der Wiener Naturwacht und engagiert sich für Tier- und Naturschutz sowie saubere Energie.

## Auszeichnungen
- 1983 Guinness-Buch der Rekorde (59 Std. Dauerzaubern mit 1.594 verschiedenen Tricks)
- 1984 Weltmeister im Dauerzaubern
- 1984 Weltrekord mit 3 schwebenden „Jungfrauen“ im Meer
- 1987 Künstler des Jahres
- 1997 Verleihung der silberner Ehrenmedaille von Wien
- 2000 Guinness-Buch der Rekorde
- 2001 Verleihung des „Goldenen Rathausmannes“
- 2003 Guinness-Buch der Rekorde
- 2007 Verleihung des Silbernen Ehrenzeichens von Niederösterreich
- 2008 Verleihung des Silbernen Verdienstzeichens von Wien[9]
- 2019 Verleihung des Goldenen Ehrenzeichens für Verdienste um die Republik Österreich[10]

## Filmografie (Auswahl)
- 1995–1997: Tohuwabohu (Fernsehserie)
- 2017: Anna Fucking Molnar